# Asclepiadòidies
Les asclepiadòidies (Asclepiadoideae) són una subfamília de plantes angiospermes dins la família de les apocinàcies (Apocynaceae).
El gènere tipus d'on prové el nom de la subfamília és Asclepias i aquest pren el nom a partir del déu mitològic grec de la medicina, Asclepi. Era tan hàbil amb la cirurgia i les plantes medicinals, que podia tornar els morts a la vida; això va fer enfadar a Hades, el qual es va queixar a Zeus i va fer que el matara amb un llamp (Mavromataki, 1997).

## Morfologia

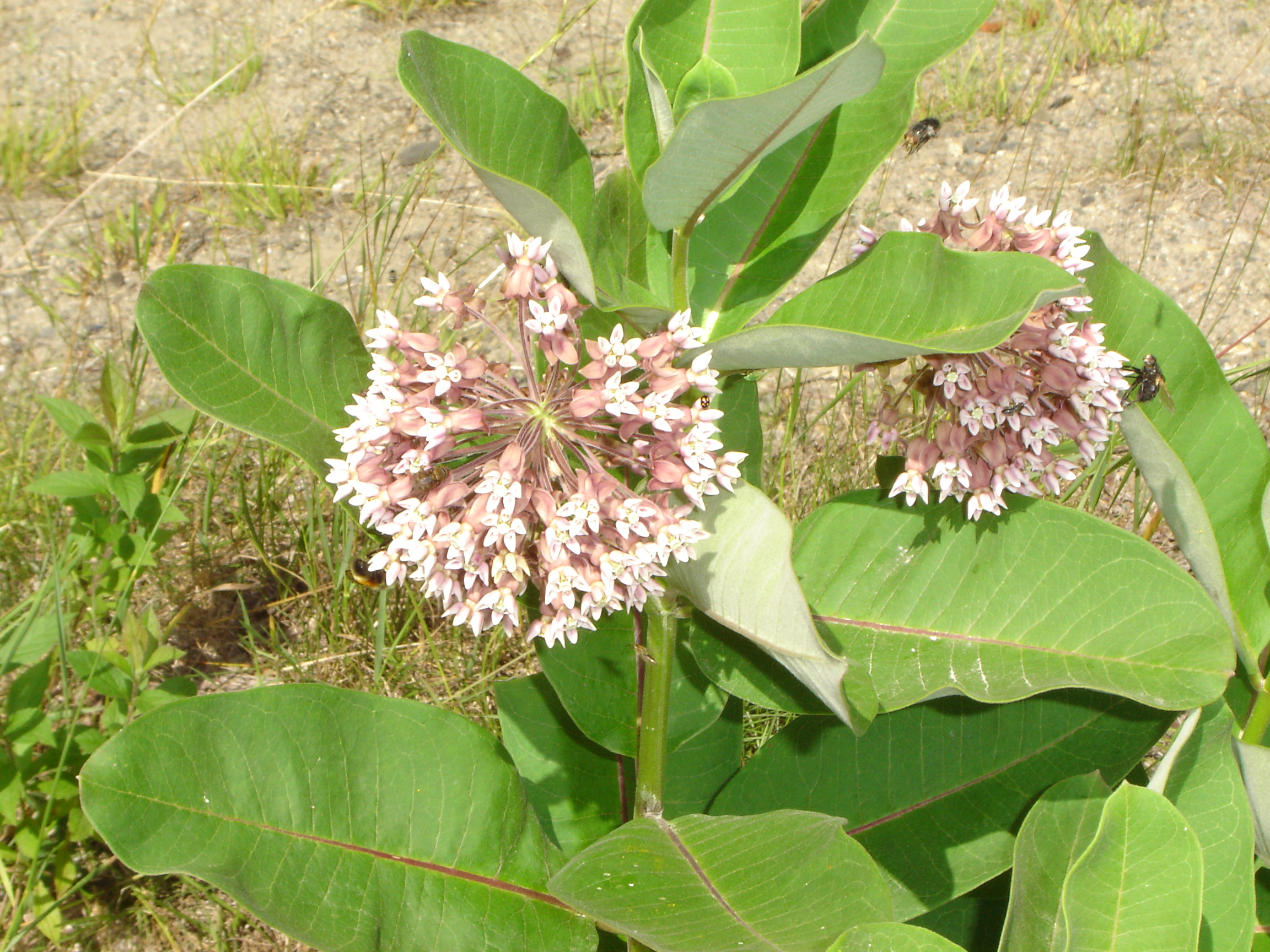
Asclepias syriaca

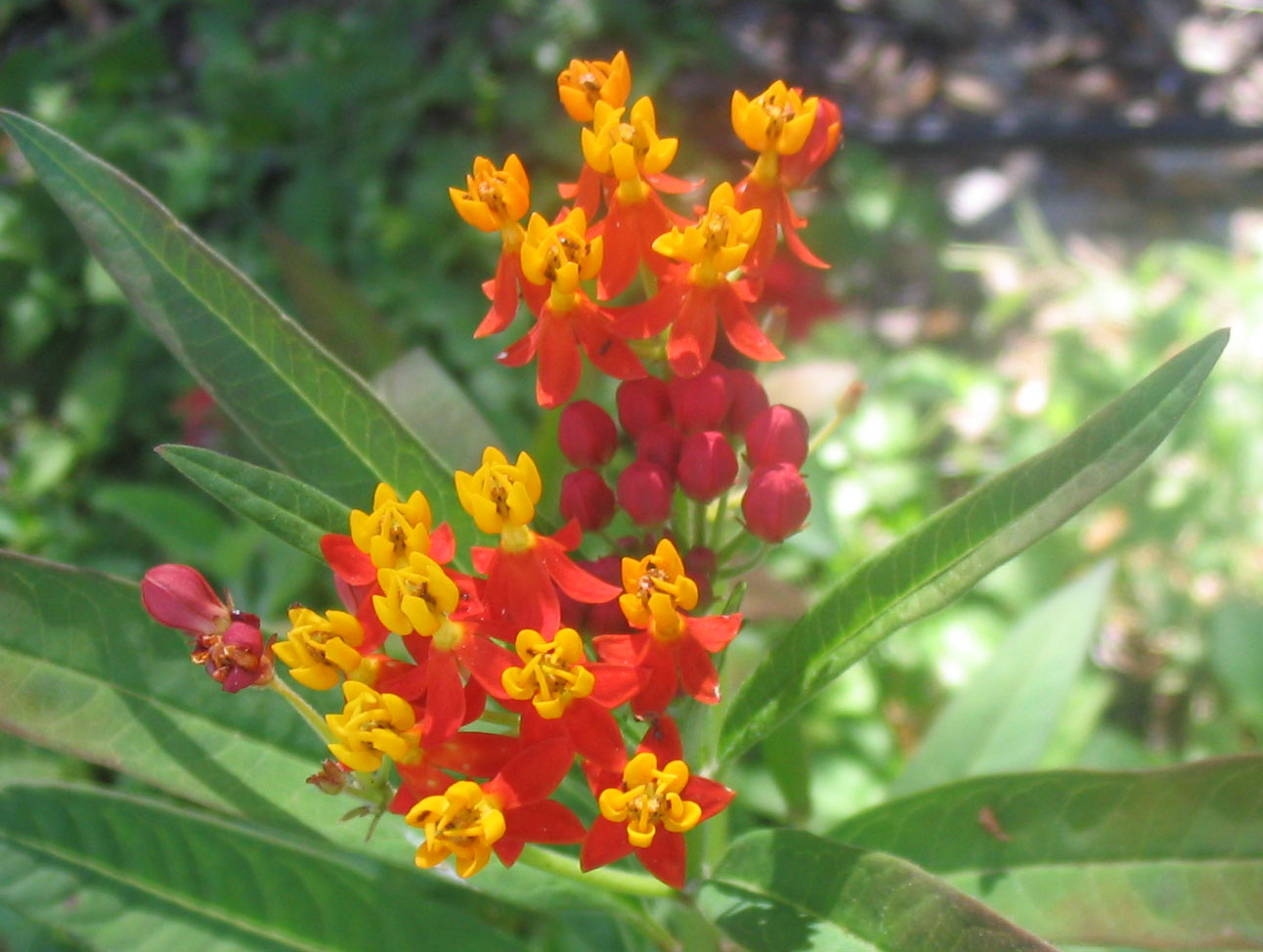
Asclepias curassavica

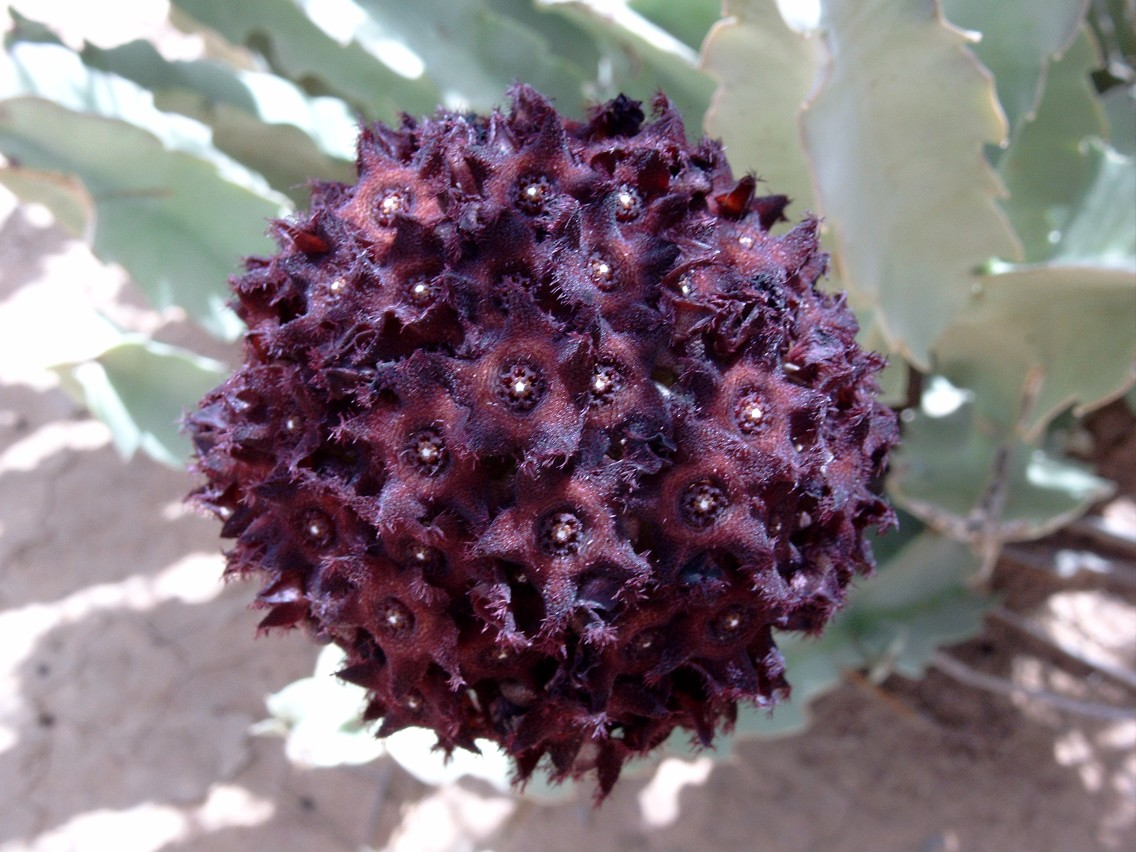
Caralluma acutangula (Burkina Faso)

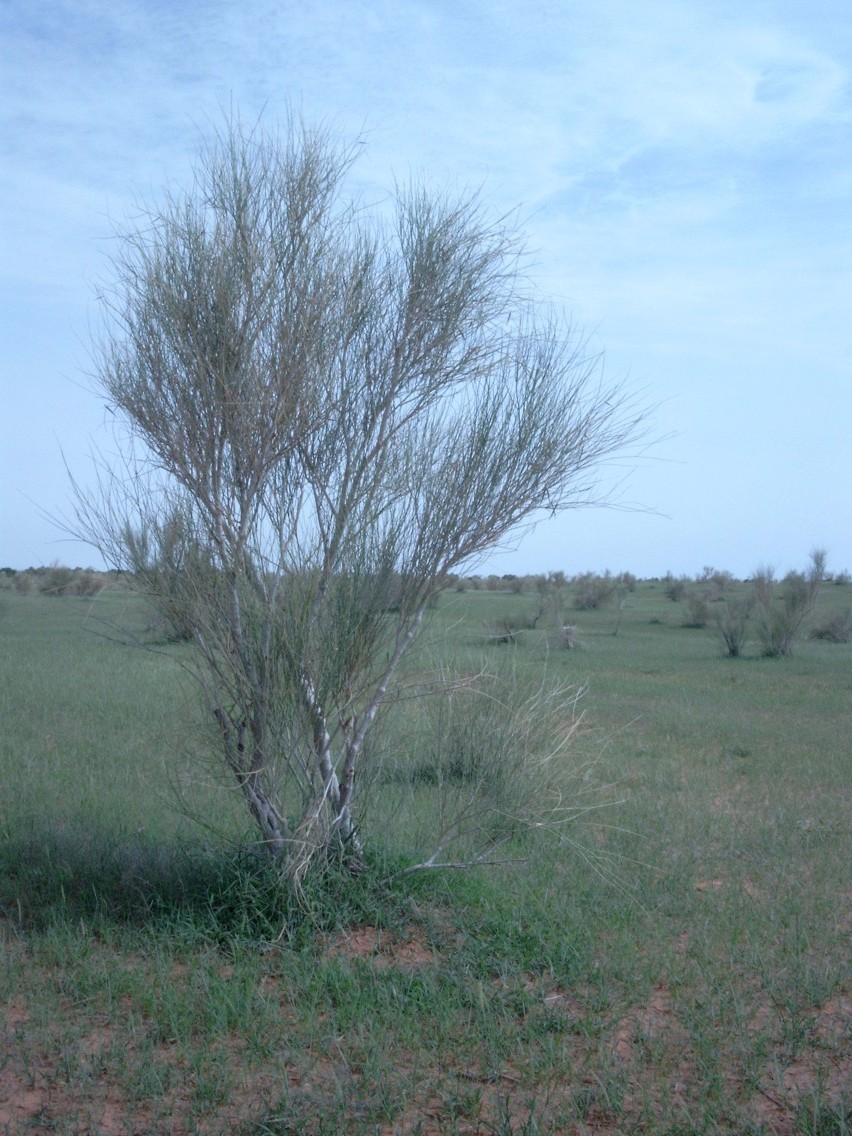
Leptadenia pyrotechnica (Burkina Faso)

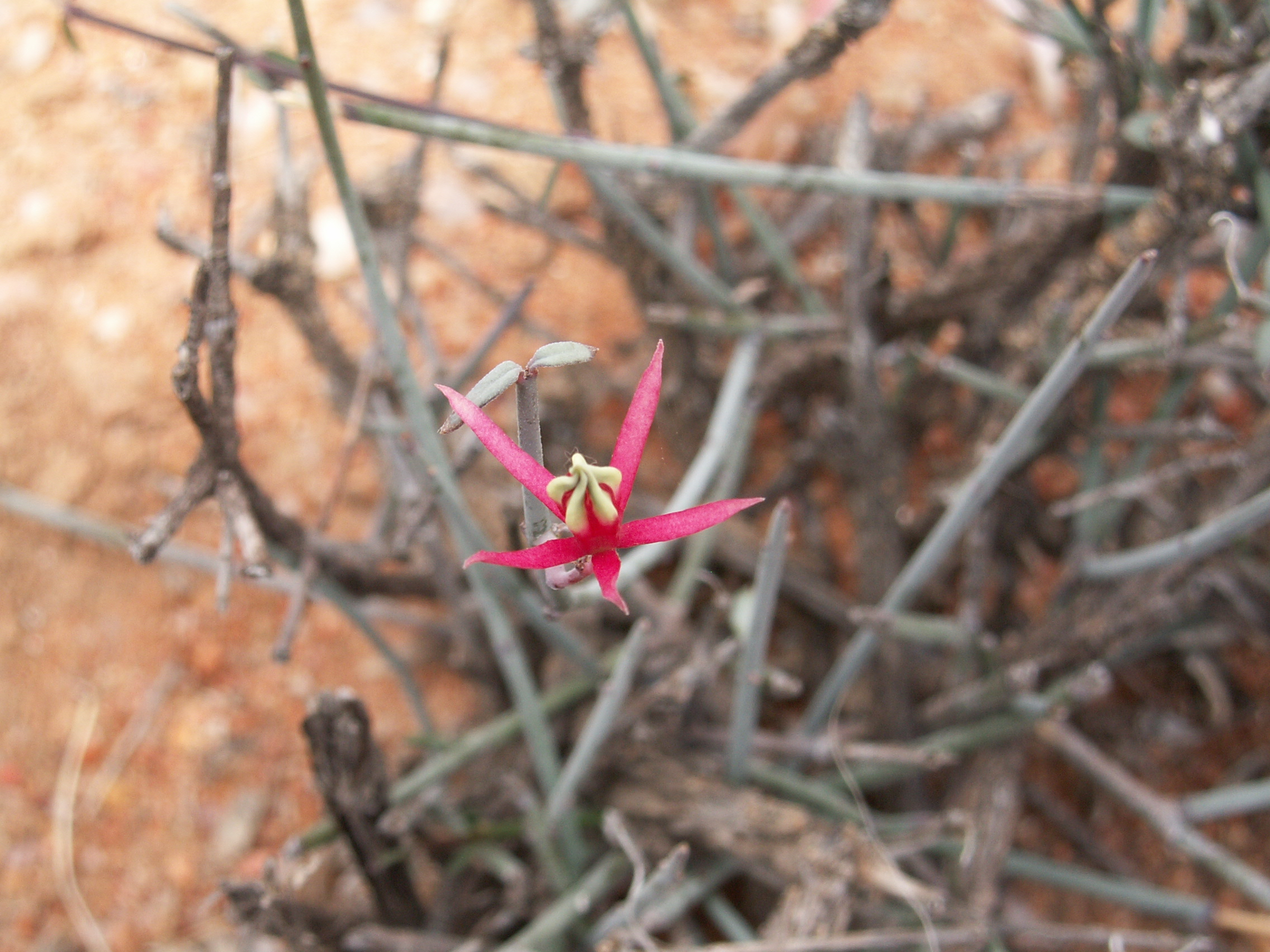
Microloma calycinum (Richtersveld, Sud-àfrica)

Inclou una gran diversitat de ports, herbes perennes (Asclepias) o anuals (Pergularia daemia), lianes (Cynanchum), arbusts (Calotropis gigantea) i, fins i tot, arbres. També n'hi ha plantes suculentes, totes dins de l'ordre Gentianales. Solen presentar un làtex blanc i tòxic. Ocasionalment, les tiges herbàcies se'n troben recobertes d'un dens toment (Calotropis) o són ceroses (Hoya parasitica).
Les fulles poden ser caduques o vestigials a les plantes carnoses (Stapelia) o més sovint trobar-se ben desenvolupades. En aquest cas, les fulles seran herbàcies, suculentes, membranoses o modificades en espines. Són simples i generalment enteres, o ocasionalment lobades o dentades. Tenen disposició oposada (Periploca) o verticil·lada, i més rarament alterna. A la base de les fulles d'algunes espècies apareixen estípules molt reduïdes.
Les flors són hermafrodites, actinomorfes i pentàmeres. Presenten el periant diferenciat en calze i corol·la. El color de les flors és variable: rosades (Asclepias), blanques (Gomphocarpus), etc. El calze consta de 5 sèpals lliures o parcialment units a la base, sovint reflexos i imbricats o valvats. La corol·la és formada per 5 pètals soldats, amb els lòbuls generalment convoluts o més rarament valvats o imbricats. A la gorja del tub corol·lí pot aparèixer una corona interna engruixida simple o formada per esquames lliures (Gymnema i Ectadium). L'androceu és constituït per 5 estams epipètals generalment inserits al tub de la corol·la. Els filaments són curts i poden ser lliures (Periploca) o fusionats formant una curta beina al voltant de l'estil (Asclepias). A la base externa dels filaments es formen sovint apèndixs nectarífers, ja siguen erectes, incurvats o fins i tot petaloides. Les anteres són basifixes, introrses i són formades per dues o quatre (Periploca) teques. Aquestes anteres estan fusionades entre si i sovint també amb l'estil formant una columna anomenada ginostegi (Asclepias). Les anteres també poden presentar apèndixs en forma d'ales. El pol·len sovint queda aglomerat en masses viscoses anomenades pol·linis, i se'n formen una o dues per teca. Els pol·linis són molt variables tant de forma com de mida, i solen estar units per parelles directament o mitjançant uns apèndixs anomenats caudícules. Les espècies menys derivades, però, presenten els grans de pol·len reunits en tètrades (Periploca) i les tètrades lliures o en masses laxes. El gineceu consta de 2 carpels lliures amb estils units per la part apical. L'ovari és súper i conté a l'interior diversos primordis seminals de placentació axial. L'àpex estilar és engruixit i pentalobular, amb els lòbuls alternats amb les anteres. Les flors són solitàries o es disposen agrupades en inflorescències, ja siguen axil·lars com terminals. Aquesta inflorescència sol ser cimosa, sovint de tipus umbel·la (Gomphocarpus), o més rarament racemosa. Poden aparèixer bràctees de mida variable en alguns gèneres (Periploca). En canvi, mai s'hi formen bractèoles.
Quan s'alliberen els grans de pol·len es poden trobar tant a l'estadi bicel·lular com al tricel·lular, depenent de si la cèl·lula germinativa ha avançat la seua divisió.
El fruit és format per dos fol·licles lliures (Periploca). A vegades només se'n forma un, ja que l'altre avorta. A l'interior de cada fol·licle es desenvolupen nombroses llavors. Cada fol·licle és dehiscent per la sutura ventral i pot ser de forma i consistència variable: fusiforme i coriaci o inflat i membranós (Gomphocarpus fruticosus). Les llavors poden ser aplanades, ovades o oblongues, i presenten llargs pèls sedosos terminals en forma de corona. A vegades pot aparèixer també una ala al voltant de la llavor (Asclepias). A l'interior presenten un embrió gran i recte i endosperma oleaginós. La disseminació de la diàspora és anemocòrica. En obrir-se els fol·licles s'alliberen les llavors. Aquestes es disseminen pel vent gràcies a la corona de pèls que presenten (Gomphocarpus).
El nombre bàsic de cromosomes (x) n'és 11, rarament 12 (Daemia) o 10 (Araujia). La poliploïdia és molt comuna i pot assolir-ne els 12 nivells.
Poden presentar alcaloides, heteròsids esteroidals o flavonoides. Les cèl·lules parenquimàtiques poden acumular diversos tipus de cristalls d'oxalat càlcic. El làtex que sintetitzen és ric en triterpens. Les llavors d'algunes espècies d'Asclepias són riques en àcid linoleic.
Inclou gèneres de metabolisme C3, com Asclepias, i d'altres de tipus CAM, com Hoya.

## Pol·linització
Les flors són entomòfiles i els insectes responsables són bàsicament dípters o himenòpters. Es tracta d'una pol·linització força especialitzada per assegurar l'entrecreuament entre individus. Els insectes arriben a les flors atrets pels colors de la corol·la, per l'olor emesa (sovint a putrefacció) o per robar el nèctar. Apareix un dispositiu especial per facilitar aquesta pol·linització anomenat translàtor. Aquesta estructura, evident sobretot en les espècies amb el pol·len agrupat en pol·linis, deriva de secrecions solidificades de les anteres o l'estil. Presenta dos braços allargats (les caudícules), que es troben units als pol·linis, i una pinça amb discs adhesius (el retinacle). La seua funció és agafar-se a les potes de l'insecte pol·linitzador. D'aquesta manera, l'insecte trasllada dos pol·linis en un mateix viatge. En els gèneres amb el pol·len agrupat en tètrades (no en pol·linis) aquest dispositiu es troba menys desenvolupat. Té forma de cullera i a la part còncava es recull el pol·len, i al final del mànec hi ha el retinacle.

## Ecologia i hàbitat
Aquesta subfamília es distribueix per tot tipus d'hàbitats, i només manquen a l'alta muntanya. Principalment s'ubiquen als tròpics i subtròpics, especialment a l'Àfrica i Amèrica del Sud, encara que es consideren cosmopolites perquè algunes espècies arriben a regions temperades. Es poden trobar plantes epífites (Dischidia), de sòls humits (Cynanchum acutum), de deserts, etc. Aquestes últimes presenten adaptacions xeròfíles com tiges suculentes i fulles reduïdes (Caralluma). Alguns epífits tropicals presenten mirmecofília: la planta ofereix refugi i aliment i les formigues donen protecció contra els herbívors. Aquest fenomen el trobem en algunes espècies d'Hoya i Dischidia, que presenten modificacions en les fulles. Per exemple, en l'Hoya imbricata de cada parell de fulles, un s'atrofia, mentre que l'altre es converteix en una placa convexa que abraça l'escorça de l'arbre on viu epifítica, deixant un espai a sota on hi habiten les formigues. Les fulles de Dischidia presenten unes modificacions més acusades que l'espècie anterior. Per exemple, Dischidia rafflesiana té dimorfisme foliar, de manera que unes fulles són planes i les altres es pleguen formant una cambra en forma d'urna on viuen les formigues. Aquestes últimes fulles presenten arrels adventícies provinents del pecíol que queden dins la cambra i exploten el substrat creat pels insectes. A l'interior d'aquesta urna es crea un petit ecosistema, ja que es dona un sistema natural de regeneració de l'atmosfera interna. Això és degut al fet que l'obertura de l'urna és molt petita i no s'afavoreix l'intercanvi de gasos amb l'exterior. D'aquesta manera, les formigues respiren alliberant diòxid de carboni, que és captat pel teixit foliar, que fa la fotosíntesi i allibera oxigen a l'interior.

## Utilitats
A les regions càlides se'n poden trobar algunes espècies cultivades com a plantes ornamentals, com el miraguà de jardí, la flor de cera o el gessamí de Madagascar. Algunes de les plantes cultivades són suculentes, com la flor de carronya (Stapelia) o lianoides, com la periploca grega. En algunes regions americanes s'aprofiten els pèls de les llavors d'algunes espècies d'asclèpies o Calotropis com a font de fibres naturals. D'altra banda, a partir de Marsdenia tinctoria s'extrau un tint de color indi. Alguns representants d'aquesta subfamília tenen propietats medicinals, bàsicament emètiques i purgants com Gomphocarpus fruticosus. El làtex que contenen també pot ser medicinal; així, el de Cynanchum acutum és un violent purgant, mentre que el d'asclèpia de Síria s'usa contra l'asma. L'escorça de Gonolobus condurango és rica en un principi amarg de propietats anticanceroses i tòniques sobre el múscul llis. Calotropis gigantea sintetitza un alcaloide tòxic del qual s'obté un verí per a fletxes al sud i sud-est asiàtic.
Algunes investigacions han trobat algunes espècies d'aquesta subfamília que tenen propietats antitumorals, entre les quals es troben Calotropis gigantea. Diversos treballs mostren que aquesta espècie conté una substància capaç de lluitar contra el carcinoma ascític d'Ehrlich, l'anhidrosoforadiol-3-acetat o A3A. Aquesta substància era capaç de disminuir les cèl·lules tumorals viables i augmentar el pes corporal dels ratolins amb els quals s'experimentava, augmentant d'aquesta manera la seua esperança de vida. Per tant, es va arribar a la conclusió que l'A3A in vivo és eficaç en la inhibició del creixement del carcinoma ascític d'Ehrlich. També existeixen estudis d'una altra espècie de Calotropis, el Calotropis procera, que conté substàncies (procerasida A, frugosida i calotropina) capaces de lluitar contra el càncer de pulmó i el de pròstata. Els efectes d'aquests compostos s'han estudiat in vitro i es creu que més endavant es podran provar in vivo.

## Taxonomia
N'hi ha unes 2.900 espècies agrupades en 4 tribus:
- Asclepiadeae
- Ceropegieae
- Fockeeae
- Marsdenieae

Aquestes estan compostes per 348 gèneres:
- Absolmsia
- Adelostemma
- Aidomene
- Amblyopetalum
- Amblystigma
- Anatropanthus
- Anisopus
- Anisotoma
- Anomotassa
- Araujia
- Asclepias
- Aspidoglossum
- Astephanus
- Barjonia
- Belostemma
- Bidaria
- Biondia
- Blepharodon
- Blyttia
- Brachystelma
- Calotropis
- Campestigma
- Caralluma
- Ceropegia
- Cibirhiza
- Cionura
- Clemensiella
- Conomitra
- Cordylogyne
- Corollonema
- Cosmostigma
- Costantina
- Cyathostelma
- Cynanchum
- Dactylostelma
- Dalzielia
- Decabelone
- Decanema
- Decanemopsis
- Dicarpophora
- Diplolepis
- Diplostigma
- Dischidanthus
- Dischidia
- Ditassa
- Dittoceras
- Dolichopetalum
- Dolichostegia
- Dorystephania
- Dregea
- Drepanostemma
- Duvalia
- Duvaliandra
- Echidnopsis
- Edithcolea
- Emicocarpus
- Emplectranthus
- Eustegia
- Fanninia
- Fischeria
- Fockea
- Folotsia
- Frerea
- Funastrum
- Genianthus
- Glossonema
- Glossostelma
- Gomphocarpus
- Gongronema
- Gonioanthelma
- Goniostemma
- Gonolobus
- Graphistemma
- Gunnessia
- Gymnema
- Gymnemopsis
- Harmandiella
- Hemipogon
- Heterostemma
- Heynella
- Hickenia
- Holostemma
- Hoodia
- Hoya
- Hoyella
- Huernia
- Huerniopsis
- Hypolobus
- Ischnostemma
- Jacaima
- Janakia
- Jobinia
- Kanahia
- Karimbolea
- Kerbera
- Labidostelma
- Lagoa
- Lavrania
- Leichardtia
- Leptadenia
- Lhotzkyella
- Lugonia
- Lygisma
- Macroditassa
- Macropetalum
- Macroscepis
- Mahafalia
- Mahawoa
- Manothrix
- Margaretta
- Marsdenia
- Matelea
- Melinia
- Meresaldia
- Merrillanthus
- Metaplexis
- Metastelma
- Micholitzea
- Microdactylon
- Microloma
- Microstelma
- Miraglossum
- Mitostigma
- Morrenia
- Nautonia
- Nematostemma
- Neoschumannia
- Nephradenia
- Notechidnopsis
- Odontanthera
- Odontostelma
- Oncinema
- Oncostemma
- Ophionella
- Orbea
- Orbeanthus
- Orbeopsis
- Oreosparte
- Orthanthera
- Orthosia
- Oxypetalum
- Oxystelma
- Pachycarpus
- Pachycymbium
- Papuastelma
- Parapodium
- Pectinaria
- Pentabothra
- Pentacyphus
- Pentarrhinum
- Pentasachme
- Pentastelma
- Pentatropis
- Peplonia
- Pergularia
- Periglossum
- Petalostelma
- Petopentia
- Pherotrichis
- Piaranthus
- Platykeleba
- Pleurostelma
- Podandra
- Podostelma
- Prosopostelma
- Pseudolithos
- Ptycanthera
- Pycnoneurum
- Pycnorhachis
- Quaqua
- Quisumbingia
- Raphistemma
- Rhyncharrhena
- Rhynchostigma
- Rhyssolobium
- Rhyssostelma
- Rhytidocaulon
- Riocreuxia
- Rojasia
- Sarcolobus
- Sarcostemma
- Schistogyne
- Schistonema
- Schizoglossum
- Schubertia
- Scyphostelma
- Secamone
- Secamonopsis
- Seshagiria
- Sisyranthus
- Solenostemma
- Sphaerocodon
- Spirella
- Stapelia
- Stapelianthus
- Stapeliopsis
- Stathmostelma
- Steleostemma
- Stelmagonum
- Stelmatocodon
- Stenomeria
- Stenostelma
- Stigmatorhynchus
- Strobopetalum
- Stuckertia
- Swynnertonia
- Tassadia
- Tavaresia
- Telminostelma
- Telosma
- Tenaris
- Tetracustelma
- Tetraphysa
- Thozetia
- Toxocarpus
- Treutlera
- Trichocaulon
- Trichosacme
- Trichosandra
- Tridentea
- Tromotriche
- Tweedia
- Tylophora
- Tylophoropsis
- Vailia
- Vincetoxicopsis
- Vincetoxicum
- Voharanga
- Vohemaria
- White-Sloanea
- Widgrenia
- Woodia
- Xysmalobium